# الحيد (الصومعة)

تعديل مصدري - تعديل

حارة الحيد هي إحدى حارات مدينة الصومعة أحد مدن محافظة البيضاء، بلغ تعداد سكانها 1476 نسمة حسب تعداد اليمن لعام 2004.